# 하이메 누노 로카

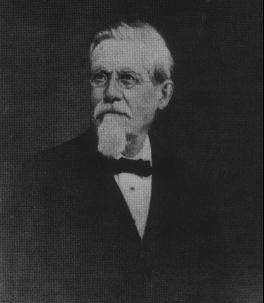
하이메 누노 로카

하이메 누노 로카(스페인어: Jaime Nunó Roca, 1824년 9월 8일 ~ 1908년 7월 18일)은 멕시코의 음악가로, 멕시코의 국가인 《조국에 평화를》 을 작곡하기도 했다.
카탈루냐 지방에서 태어났으며 뉴욕에서 사망했다.